# Franzband
Der Franzband ist ein spezieller, aufwendiger Bucheinband, bei dem die Buchdeckel auf tiefen Falz gesetzt werden.

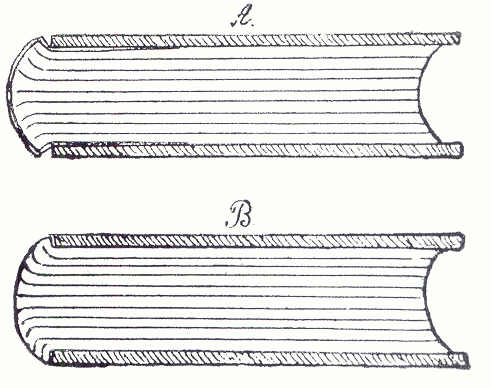
A = flacher Falz, B = tiefer Falz

Das bedeutet, dass die Buchdeckel direkt an den Buchblock gearbeitet werden, wobei der Buchblock auf Schnüre und nicht auf Bänder geheftet ist und der Falz nach der Rundung des Rückens so ausgearbeitet (sogenanntes „Abpressen“) wird, dass ein rechter Winkel zum Buchblock entsteht. Erst danach erfolgt das Insledermachen, das heißt, erst anschließend wird der Band mit Leder überzogen, wodurch der Falz nicht sichtbar ist.
Die Konstruktion des Rückens variiert: fester oder hohler Rücken; zum Teil wird der Franzband mit echten oder falschen Bünden versehen.
Man unterscheidet dabei zwischen dem sogenannten „Halbfranzband“ und dem „Ganzfranzband“. Während bei Halbfranzband lediglich der Rücken sowie die Ecken mit Leder bezogen sind, ist letzterer vollständig mit Leder bezogen.
Der Ganzfranzband wird häufig für Prachtausgaben genutzt und aufwändig verziert.
Der Vorteil dieser Bindetechnik liegt neben der glatten, geschlossenen Optik ohne sichtbare Falzrille insbesondere in der Innigkeit der Konstruktion: Buchblock und Buchdeckel sind fest miteinander verbunden, weshalb das Buch eine erheblich höhere Stabilität bietet als einfache Deckenbände.
Die Bezeichnung „Franzband“ ist mit der Herkunft dieser Technik aus Frankreich zu erklären.